# Kowboj z Szaolin
Kowboj z Szaolin (tytuł oryginalny: Shaolin Cowboy) – amerykańska seria komiksowa autorstwa Geofa Darrowa, publikowana nieregularnie od 2004 przez wydawnictwa Burlyman Entertainment (siedem zeszytów) i Dark Horse Comics (15 zeszytów). Polskie wydanie ukazuje się w tomach zbiorczych od 2021 nakładem wydawnictwa KBOOM.

## Fabuła
Utrzymana w konwencjach parodii westernu, fantasy, opowieści o wschodnioazjatyckich sztukach walki i horroru, seria opowiada o bezimiennym byłym mnichu z klasztoru Szaolin, który wędruje po świecie z umiejącym mówić mułem o imieniu Lord Evelyn Dunkirk Winniferd Esq. trzeci. Kowboj został wyrzucony ze świątyni Shaolin, a od tego czasu wyznaczono nagrodę za jego głowę, którą wielu chętnie chciałoby zdobyć. Jednak biorąc pod uwagę biegłość kowboja w sztukach walki, będzie to bardzo trudne.
Akcja toczy się w bliżej nieokreślonym czasie (jak zostaje wspomniane w pierwszym zeszycie serii, „po wczorajszym dniu i tydzień przed jutrem”). Komiks zawiera niezwykle szczegółowe ilustracje, zwłaszcza brutalnych i absurdalnych scen walk; w jednej z nich główny bohater walczy z gigantycznym rekinem z ludzką głową w pysku za pomocą dwóch pił łańcuchowych zawiązanych na końcach długiego kija – wszystko to odbywa się w przewodzie pokarmowym żołądku wielkiej jaszczurki, na której grzbiecie znajduje się miasto.

## Tomy zbiorcze
| Tom | Wydanie polskie                  | Wydanie oryginalne            | Zawartość                                              |
| --- | -------------------------------- | ----------------------------- | ------------------------------------------------------ |
| 1   | Pierwsza podróż (2021)           | Start Trek (2018)             | Shaolin Cowboy: The Burlyman Series #1–7 (2004–2007)   |
| 2   | Szwedzki bufet (2022)            | Shemp Buffet (2015)           | The Shaolin Cowboy #1–4 (2015)                         |
| 3   | Kto powstrzyma panowanie? (2022) | Who'll Stop the Reign? (2017) | The Shaolin Cowboy: Who'll Stop the Reign? #1–4 (2017) |
| 4   | Grunt to rodzinka (2024)         | Cruel to Be Kin (2023)        | The Shaolin Cowboy: Cruel to be Kin #1–7 (2022)        |

## Wyróżnienia
Kowboj z Szaolin był nominowany do trzech nagród Eisnera w 2005 roku za "Najlepszą nową serię", "Najlepszy rysunek ołówkiem/tuszem indywidualnego lub zespołowego autorstwa" i "Najlepsze kolory". 